# Clarazella bimaculata
Clarazella bimaculata är en insektsart som först beskrevs av Giglio-tos 1894.  Clarazella bimaculata ingår i släktet Clarazella och familjen Ommexechidae. Inga underarter finns listade i Catalogue of Life.